# Принсипе де Астуриас (авианосец)
«При́нсипе де Асту́риас» (исп. Príncipe de Asturias — «Принц Астурийский») — испанский лёгкий авианосец, созданный на основе нереализованного американского проекта авианесущих кораблей «Корабль морского контроля» (англ. Sea Control Ship). За счет использования самолётов укороченного или вертикального взлёта и посадки и вертолётов размеры и, соответственно, стоимость корабля удалось значительно уменьшить. Строился в 1979—1988 годах на верфи фирмы Bazán в Ферроле. Сменил в роли флагманского корабля в составе ВМФ Испании устаревший (участвовавший ещё во Второй мировой войне) авианосец «Дедало». В 1990 году «Принсипе де Астуриас» прошёл малую модернизацию, заключавшуюся в переделке надстройки и расширении жилых помещений авиагруппы.
В ноябре 2012 года начальник штаба флота Хайме Муньос-Дельгадо (Jaime Muñoz-Delgado) заявил, что авианосец будет выведен из состава ВМС Испании в начале 2013 года.
Модернизация корабля оценивалась в 400 миллионов евро, что при тогдашнем тяжёлом экономическом состоянии Испании было сложно осуществимо. 6 февраля 2013 года «Принсипе де Астуриас» (R11) был выведен из состава флота.
Летом 2016 года ВМФ Испании принял решение выставить авианосец «Принц Астурийский» на продажу, за 2,4 миллиона евро.